# アルノー・ノルダン
アルノー・ドミニク・ノルダン（フランス語: Arnaud Dominique Nordin、1998年6月17日 - ）は、フランスとマルティニークのサッカー選手。ポジションはFW。

## クラブ歴
2013年にASサンテティエンヌの下部組織に加入し、2016年9月22日にリーグ・アンで選手初出場を記録した。2017-18シーズンにはリーグ・ドゥ所属のASナンシーに期限付き移籍した。
2022年6月13日、同年7月1日にサンテティエンヌとの契約が満了となるため、同じくリーグ・アン所属のモンペリエHSCが仮契約で合意したことを発表した
2025年1月28日、1.FSVマインツ05に3年半契約で移籍した。

## 代表歴
2021年に東京オリンピックフランス代表として同大会に参加した。

## 私生活
生まれはパリであるが、血筋はマルティニークに持っている。